# 2024年のテレビ番組一覧 (日本)
- 2024年のテレビ (日本) > 2024年のテレビ番組一覧 (日本)

2024年のテレビ番組一覧（2024ねんのテレビばんぐみいちらん）では、2024年に日本国内で放送開始、もしくは終了した、または今後開始する予定のテレビ番組をまとめる。

## 報道・情報番組

### 終了番組（報道・情報番組）
3月
- 7日 - ニュースLIVE! ゆう5時（NHK総合）
- 8日 - ニュース きん5時（NHK大阪放送局 / NHK総合）[1]
- 16日 - 花田虎上のチバテレ!YAGURA（千葉テレビ放送）
- 23日 - 週刊ニュースリーダー（テレビ朝日）[2][3]
- 28日 - てれビタ（熊本県民テレビ）
- 29日
  - KRYニュースライブ（山口放送）
  - 川上政行 You刊ふくおか（TVQ九州放送）
  - Jチャン+ (鹿児島放送)
- 30日 - BSニュース World＋Biz（NHK BS）[4]

6月
- 28日
  - キクテレミルラジ265（BSよしもと）
  - ニュースevery日本海（日本海テレビ）
  - 日経ニュースプラス9（BSテレ東・BSテレ東 4K）

9月
- 27日
  - 堀潤モーニングFLAG（TOKYO MX1）
  - TOKYO MX NEWS FLAG（TOKYO MX1）
  - バラいろダンディ（TOKYO MX1）[5][6][7]
- 29日
  - サンデーLIVE!!（テレビ朝日・朝日放送テレビ・名古屋テレビ（メ〜テレ））[8]
  - サンデーステーション（テレビ朝日）[9]

12月
- 21日 - 中居正広の土曜日な会（テレビ朝日）[10]

### 開始番組（報道・情報番組）
1月
- 8日
  - 巨大企業の日本改革3.0（7日深夜、テレビ東京）
  - ビジネスSwitch（フジテレビ）
- 12日（11日深夜） - 未来会食（テレビ東京）

4月
- 1日
  - 午後LIVE ニュースーン（NHK総合）
  - kry news every,（山口放送）
  - テレQニュースPLUS（TVQ九州放送）
  - 4時どき!（テレビ宮崎）
  - News+おやっと!（鹿児島放送）
- 6日 - 日経スペシャル ブレイクスルー〜不屈なる開拓者〜（テレビ東京）[11][12]
- 12日 - ツキいちLIVE 金曜日はパフェ（読売テレビ）[13]
- 13日 - News α プラス（フジテレビ）[14]
- 21日 - BooSTAR -スタートアップ応援します-（テレビ朝日）※月1回放送[15]

7月
- 1日
  - 発信Live ジモトノチカラ!（BSよしもと）[16]
  - One（日本海テレビ）
  - NIKKEI NEWS NEXT（BSテレ東・BSテレ東 4K）

9月
- 30日
  - おはリナ!（TOKYO MX1）[17]
  - 堀潤 Live Junction（TOKYO MX1）[18]

10月
- 1日 - あさドレ♪（中京テレビ）
- 4日 - カミング（中京テレビ）[19]
- 6日
  - 有働Times（テレビ朝日）[9][20]
  - ぐ〜たくさん（中京テレビ）[21]

### タイトル変更（報道・情報番組）
1月
- 13日 - 中居正広のキャスターな会 → 中居正広の土曜日な会[注 1]（テレビ朝日）[22]

4月
- 6日 - LIVEコネクト! → ドっとコネクト（関西テレビ）[23]

### 放送枠変更（報道・情報番組）
4月
- 1日 - ノンストップ!（フジテレビ）※月 - 金曜 9:50 - 11:25 → 月 - 金曜 9:50 - 11:30（5分拡大）[24]
- 2日 - 列島ニュース（NHK大阪放送局／NHK総合）※月 - 金曜 13:05 - 13:55 → 月 - 金曜 13:05 - 14:50（55分拡大）[注 2]

### 移籍番組（報道・情報番組）
- 11月3日 - 朝まで生テレビ!（テレビ朝日 → BS朝日・BS朝日 4K）[25][26]

## 教養・ドキュメンタリー番組

### 終了番組（教養・ドキュメンタリー番組）
3月
- 2日 - 世界サンライズツアー（NHK Eテレ）
- 7日 - とまどい社会人のビーズワード講座（NHK Eテレ）
- 9日 - ブラタモリ（NHK総合）※レギュラー放送終了[27][28]
- 16日 - 号外!日本史スクープ砲（BS松竹東急）
- 21日 - ロッチと子羊（NHK Eテレ）
- 23日 - 世界一受けたい授業（日本テレビ）
- 26日 - バリューの真実（NHK Eテレ）
- 29日 - 京コトはじめ（28日深夜、NHK大阪放送局 / NHK総合）[注 3]
- 30日 - トキタビ（フジテレビ）[30]

10月
- 6日 - 迷宮グルメ 異郷の駅前食堂（BS朝日・BS朝日 4K）[31]

### 開始番組（教養・ドキュメンタリー番組）
4月
- 2日 - おとなのEテレタイムマシン（NHK Eテレ）
- 4日 - あの本、読みました?（BSテレ東・BSテレ東 4K）※レギュラー化[32]
- 6日 - 理想的本箱 君だけのブックガイド（NHK Eテレ）[33]
- 13日 - 森田健作アワー 人生ケンサク窓（BS日テレ・BS日テレ 4K）※レギュラー化[34]
- 14日 - 日曜マイチョイス（テレビ朝日）※レギュラー化[35]
- 21日 - 関口宏のこの先どうなる!?（BS-TBS・BS-TBS 4K）[36]
- 26日 - みるラジオ（NHK Eテレ）[37]
- 28日 - リーダーズサーチ!街でウワサの匠さん（テレビ朝日）※月1回不定期放送[38]

10月
- 5日 - 大阪おっさんぽ（テレビ大阪）※レギュラー化[39]
- 8日 - 夢が咲く 有吉園芸 〜Road to start a garden shop〜（BS朝日・BS朝日 4K）※レギュラー化[40]

11月
- 15日 - 心と身体をアップデート!Lady Go（14日深夜、フジテレビ）※月1回放送[41]

### 再開番組（教養・ドキュメンタリー番組）
1月
- 8日 - 天然素材NHK（NHK総合）※season2
- 10日 - ゲームゲノム（NHK総合）※第2シーズン

4月
- 6日 - 新 プロジェクトX 挑戦者たち（NHK総合）※18年ぶりに復活[42][43]

### タイトル変更（教養・ドキュメンタリー番組）
4月
- 2日 - 太田光のつぶやき英語 → #バズ英語〜SNSで世界をみよう〜（NHK Eテレ）※タイトル変更の上土曜 22:30 - 23:00から火曜 19:30 - 19:59に時間変更[44]

### 放送枠変更（教養・ドキュメンタリー番組）
4月
- 7日（6日深夜）
  - 沼にハマってきいてみた（NHK Eテレ）※土曜 20:45 - 21:30→20:00 - 20:45（45分繰り上げ）
  - バース・デイ（TBS）※土曜 17:00 - 17:30 → 日曜未明（土曜深夜） 0:28 - 0:58（7時間28分繰り下げ）[45]

10月
- 7日（6日深夜） - 熱闘!Mリーグ（テレビ朝日）※月曜未明（日曜深夜）0:55 - 1:25 → 月曜未明（日曜深夜） 1:10 - 1:40（15分繰り下げ）

## スポーツ番組

### 終了番組（スポーツ番組）
3月
- 31日
  - S-PARK（30日深夜、フジテレビ）[46][47]
  - みんなのスポーツ Sports for All（テレビ東京）[48]

12月
- 22日 - ウマウマ! 〜アノミズキのビギナー育成TV〜（21日深夜、フジテレビ）[49]

### 開始番組（スポーツ番組）
1月
- 7日
  - 武井壮のゴルフバッグ担いでください（テレビ大阪）
  - 世界卓球ヤミツキTV（テレビ東京）
  - うまカルテット（フジテレビ）

2月
- 23日 - カモン!ヴェルディ!!（BS松竹東急）

4月
- 1日 - スポーツ リアライブ〜SPORTS Real&Live〜（テレビ東京）[48]
- 2日
  - MONDAY FOOTBALL みんなのJ（1日深夜、フジテレビ）[50]
  - MLB SHOW-TIME（フジテレビ）[51]
- 7日 - Weekly女子ゴルフ（テレビ東京）[52]

10月
- 5日 - ゴルフシンデレラ（BS松竹東急）[53]

### 再開番組（スポーツ番組）
3月
- 31日 - すぽると!（フジテレビ）[46][47]

### タイトル変更（スポーツ番組）
10月
- 4日 - 金曜競馬CLUB → 金曜競馬CLUB NEO（千葉テレビ放送）[54]

## バラエティ番組

### 終了番組（バラエティ番組）

#### 2月終了（バラエティ番組）
- 17日 - タイプライターズ〜物書きの世界〜（地上波版、フジテレビ）

#### 3月終了（バラエティ番組）
- 2日 
  - タイプライターズ〜物書きの世界〜（BS版、BSフジ・BSフジ 4K）
  - 世界サンライズツアー（NHK Eテレ）
- 4日
  - 桃色つるべ〜お次の方どうぞ〜（3日深夜、関西テレビ）[55]
  - アイ・アム・冒険少年（TBS）[56]
- 7日 - とまどい社会人のビズワード講座（NHK Eテレ）
- 8日 - ヤギと大悟（テレビ東京）[57]
- 16日 - 1億3000万人のSHOWチャンネル（日本テレビ）[58]
- 21日 - ロッチと子羊（NHK Eテレ）
- 23日
  - るてんのんてる（22日深夜、読売テレビ）[59]
  - 世界一受けたい授業（日本テレビ）[60][61]
- 26日
  - 週刊ダウ通信（25日深夜、テレビ朝日）
  - スーパー山添大作戦（25日深夜、テレビ朝日）
  - SUPER EIGHTの あとはご自由に（25日深夜、フジテレビ）[62][63][64]
  - バリューの真実（NHK Eテレ）
  - 午前0時の森（日本テレビ）[65]
  - 乃木と霜降りのダンスバトルズ（フジテレビ）
- 27日
  - ランジャタイのがんばれ地上波!（26日深夜、テレビ朝日）
  - ジェシカ美術部（26日深夜、テレビ朝日）
  - それって!?実際どうなの課（中京テレビ）[66]
  - 夜もオハ!よ〜いどん（NHK Eテレ）
- 28日
  - 週刊まんが未知+（27日深夜、テレビ朝日）
  - ハレバレティモンディ（27日深夜、札幌テレビ）[67]
- 29日
  - 〜なぜここにいるの?〜ごみ物語（28日深夜、テレビ朝日）
  - ちまたのジョーシキちゃん（関西テレビ）[68]
- 30日
  - ブギウギ専務（29日深夜、札幌テレビ）[69]
  - ニッポン人の頭の中（日本テレビ）[70]
  - いただきハイジャンプ（フジテレビ）[62]
  - KinKi Kidsのブンブブーン（フジテレビ）[30][71]
  - 日立 世界・ふしぎ発見!（TBS）[72]
- 31日
  - ドーナツトーク（CBCテレビ）[63]
  - 和牛のA4ランクを召し上がれ!（南海放送）

#### 6月終了（バラエティ番組）
- 30日 - 霜降りバラエティX（29日深夜、テレビ朝日）[73]

#### 9月終了（バラエティ番組）
- 3日 - アンタッチャブルの早速行ってみた（関西テレビ）
- 7日 - ニュー試（NHK Eテレ）
- 18日
  - イワクラと吉住の番組（17日深夜、テレビ朝日）
  - 東大王（TBS）[74][75]
- 19日
  - お願い!ランキング（18日深夜、テレビ朝日）[76][77]
  - オドオド×ハラハラ（フジテレビ）[78][79]
- 20日 - 超多様性トークショー!なれそめ（NHK Eテレ）※ レギュラー放送再度終了
- 22日 - さや香の違和館ヤバない?（21日深夜、テレビ大阪）[80]
- 24日 - 秋山ロケの地図（テレビ東京）※レギュラー放送終了、10月以降ゴールデン枠に移動の上で不定期放送化[81]
- 26日（25日深夜）
  - イワクラせいや警備保障（テレビ朝日）
  - めざせ!切り出し職人（テレビ朝日）
- 27日
  - 研修テレビ!!（26日深夜、テレビ朝日）
  - きらきらアフロ（26日深夜、テレビ東京）[注 4][82][83]
  - クイズ!あなたは小学5年生より賢いの?（日本テレビ）[84][85]
- 28日 - イタズラジャーニー（フジテレビ）[86]
- 30日 - ジョンソン（TBS）[87][74]

#### 10月終了（バラエティ番組）
- 25日 - ナイツのHIT商品会議室（千葉テレビ放送）

#### 12月終了（バラエティ番組）
- 13日 - 中居正広の金曜日のスマイルたちへ（TBS）[88]
- 15日 - だれかtoなかい（フジテレビ）[89]

### 開始番組（バラエティ番組）

#### 1月開始（バラエティ番組）
- 7日 - 大学生ぃぃeeeee!（テレビ東京）

#### 3月開始（バラエティ番組）
- 27日 - 天竺鼠の川原の（テレビ埼玉）[90]

#### 4月開始（バラエティ番組）
- 1日 -  大悟の芸人領収書（日本テレビ）[91]
- 2日
  - 開演まで30秒!THEパニックGP（1日深夜、日本テレビ）[91]
  - ダウ★ツーマン（1日深夜、テレビ朝日）[92]
  - ハロー!ちびっこモンスター（NHK Eテレ）※レギュラー放送再開
  - 上田と女がDEEPに吠える夜（日本テレビ）[93]
- 3日
  - A LABBO（2日深夜、テレビ朝日）[92]
  - 耳の穴かっぽじって聞け!（2日深夜、テレビ朝日）[92]
  - こどもディレクター（中京テレビ）
- 4日
  - マユリカとおねだりフルーツジッパー（3日深夜、テレビ朝日）[92]
  - 家呑み華大（BS朝日・BS朝日 4K）※レギュラー化[94]
- 5日
  - 集まれ!キャラクター麻雀（4日深夜、テレビ朝日）[92]
  - 時をかけるテレビ 今こそ見たい!この1本（NHK総合）
- 6日 - ゲストダイアン（朝日放送テレビ）※レギュラー化[95]
- 7日 
  - 道産人間オズブラウン（札幌テレビ）[96]
  - ミズタのレシピ!（南海放送）[97]
- 9日 
  - はばたけ!グットクルー!（8日深夜、テレビ大阪）[98]
  - じもちゃんねる（テレビ西日本）
- 17日 - 世界頂グルメ（日本テレビ）※レギュラー化[99]
- 18日 - 街グルメをマジ探索!かまいまち（フジテレビ）[100]
- 20日 - オー!マイゴッド!私だけの神様、教えます（日本テレビ）※レギュラー化[101][70]
- 24日 - 何を隠そう…ソレが!（テレビ東京）※レギュラー化[102][103]
- 27日 - 世の中なんでもHOWマッチ いくらかわかる金?（TBS）※レギュラー化[104][105]

#### 5月開始（バラエティ番組）
- 1日 - 岩井 狩野 えびちゅうの推しかるちゃー（4月30日深夜、毎日放送）※月1回放送[106]
- 4日 - 有田哲平とコスられない街（3日深夜、TBS）[107]
- 7日 - ひらめけ!うんぴょこちゃんねる（6日深夜、TBS）[108]
- 8日
  - 全力挑戦!すとぷりnoりみっと -苺学園放送部-（7日深夜、TBS）[109]
  - ゼニガメ（毎日放送） ※レギュラー化[110]
- 12日 - あっちこっち Aぇ!（11日深夜、朝日放送テレビ）[111]

#### 7月開始（バラエティ番組）
- 7日 - ナイチン街レトロ（6日深夜、テレビ朝日）[112]
- 16日 - つまみは紅しょうが 男子〜宅飲みするからウチ来ぃや〜（15日深夜、BSよしもと）※月2回放送[113]

#### 10月開始（バラエティ番組）
- 1日 - LIFE IS MONEY〜世の中お金で見てみよう〜（テレビ東京）[81][114]
- 3日
  - 永野&くるまのひっかかりニーチェ（2日深夜、テレビ朝日）[115]
  - 森香澄の全部嘘テレビ（2日深夜、テレビ朝日）[115]
- 4日 - 私が愛した地獄（3日深夜、テレビ朝日）[115]
- 5日 - 叫叫男子〜金曜深夜のホラーゲーム〜（4日深夜、テレビ朝日）[115]
- 7日 - ぎりぎりをせめるので続くだけやります法律お笑い（フジテレビ）[116][117]
- 9日 - 巷のウワサ大検証!それって実際どうなの会（TBS）※レギュラー化[118]
- 17日 - この世界は1ダフル（フジテレビ）※レギュラー化[119][120][121]
- 18日 -  ザ・共通テン!（フジテレビ）※特番時代の『女のTHE共通テン!』から改題してレギュラー化[122][120][123]
- 19日 - 限界突破!やってM!LK（18日深夜、TBS）[124]
- 21日 - THE MC3（TBS）※レギュラー化[125][126]

#### 12月開始（バラエティ番組）
- 1日 - 一茂×かまいたち ゲンバ（日本テレビ）[127]
- 23日（22日深夜） - オズワルドのなんでも聞いてやる!（千葉テレビ放送）[128]

### 再開番組（バラエティ番組）
4月
- 5日 - デカ盛りハンター（テレビ東京） ※レギュラー放送再開[102]

10月
- 1日 - あのちゃんねる（9月30日深夜、テレビ朝日）[129]

### 期間限定番組（バラエティ番組）
- 4月4日（3日深夜） - 9月26日（25日深夜） - お笑い4コマパーティー ロロロロ（中京テレビ）[130]
- 5月8日（7日深夜） - 5月29日（28日深夜、全4回） - コロネケンの札幌地下グルメ マニアクス（北海道テレビ）[131]
- 10月6日 - 11月24日（全8回） - おためしイッテQ!（日本テレビ）[132][133]
- 10月15日（14日深夜） - 11月5日（4日深夜、全4回） - ときめき♡超音波!!（日本テレビ）[134]

### タイトル変更（バラエティ番組）
2月
- 4日 - まつもtoなかい → だれかtoなかい（フジテレビ）[135]
- 6日（5日深夜） - 関ジャニ∞の あとはご自由に → SUPER EIGHTの あとはご自由に（フジテレビ）[136] ※グループ名変更に伴うタイトル変更。3月26日（25日深夜）終了[63][64]
- 9日 - 人志松本の酒のツマミになる話 → 酒のツマミになる話（フジテレビ）[137]

4月
- 9日 - ひらけ!パンドラの箱 アンタッチャブるTV → アンタッチャブルの早速行ってみた（関西テレビ）[68][138] ※9月3日終了
- 13日 - 木7◎×部 → 相葉◎×部（フジテレビ）※タイトル変更の上木曜 19:00 - 20:00から土曜 16:30 - 17:00に時間変更。全国ネットから関東ローカル枠に降格[100][139]
- 18日 - 有吉の世界同時中継 〜今、そっちってどうなってますか?〜 → 有吉木曜バラエティ（テレビ東京）[102]

10月
- 7日（6日深夜） - 深夜のハチミツ!! Bee the top → ハチミツ!!（フジテレビ）※タイトル変更の上月曜未明（日曜深夜） 0:30 - 0:58から月曜未明（日曜深夜） 1:05 - 1:30に35分繰り下げ、3分短縮して放送[140]
- 12日 - ザ・ニンチドショー → THE 世代感（テレビ朝日）[141]

### 放送枠変更（バラエティ番組）

#### 4月
- 1日 - 天才てれびくん（NHK Eテレ） ※月 - 木曜 17:35 - 18:00 → 月 - 木曜 17:30 - 17:59（5分繰り上げ、4分拡大。生放送を含む。）
- 4日 - オドオド×ハラハラ（フジテレビ） ※木曜 20:00 - 21:00 → 木曜 21:00 - 21:54（1時間繰り下げ、6分短縮）[100] ※9月19日終了[78][79]
- 5日
  - 私のバカせまい史（4日深夜、フジテレビ） ※木曜 21:00 - 21:54 → 金曜未明（木曜深夜） 0:25 - 0:55（3時間25分繰り下げ、24分短縮、全国ネットから関東ローカル枠に降格）[100][142]
  - ビットワールド（NHK Eテレ） ※金曜 17:35 - 18:00 → 金曜 17:30 - 17:59（5分繰り上げ、4分拡大）
- 6日 - 沼にハマってきいてみた（NHK Eテレ） ※土曜 20:45 - 21:30 → 土曜 20:00 - 20:45（45分繰り上げ）
- 7日
  - 夫が寝たあとに（6日深夜、テレビ朝日）※木曜未明（水曜深夜） 2:30 - 2:47 → 日曜未明（土曜深夜） 0:30 - 1:00（13分拡大）
  - 家、ついて行ってイイですか?（テレビ東京） ※日曜 20:30 - 21:54 → 日曜20:50 - 21:54（20分繰り下げ・短縮）
- 8日（7日深夜）
  - 乃木坂工事中（テレビ愛知）※月曜未明（日曜深夜） 0:00 - 0:30 → 月曜未明（日曜深夜）0:15 - 0:45（15分繰り下げ）[143][144]
  - そこ曲がったら、櫻坂?（テレビ東京）※月曜未明（日曜深夜） 0:35 - 1:05 → 月曜未明（日曜深夜） 0:50 - 1:20（15分繰り下げ）[143][144]
  - 日向坂で会いましょう（テレビ東京）※月曜未明（日曜深夜） 1:05 - 1:35 → 月曜未明（日曜深夜） 1:20 - 1:50（15分繰り下げ）[143][144]
- 23日 - ウェルカム!よきまるハウス（NHK Eテレ）※水曜 19:25 - 19:55 → 火曜 19:00 - 19:30（25分繰り上げ）

#### 10月
- 2日（1日深夜） - 夫が寝たあとに（テレビ朝日）※日曜未明（土曜深夜） 0:30 - 1:00 → 水曜未明（火曜深夜） 0:15 - 1:15（30分拡大）[145]
- 7日（6日深夜）
  - チョコプランナー（テレビ朝日）※日曜 23:55 - 翌0:25 → 月曜未明（日曜深夜） 0:10 - 0:40（15分繰り下げ）
  - 有吉クイズ（テレビ朝日）※月曜未明（日曜深夜） 0:25 - 0:55 → 月曜未明（日曜深夜） 0:40 - 1:10（15分繰り下げ）
  - 突然ですが占ってもいいですか?（フジテレビ）※火曜 20:00 - 21:00 → 月曜未明（日曜深夜） 0:30 - 1:05（25分短縮、全国ネットから関東ローカル枠に降格）[146]
- 9日 - 世界くらべてみたら（TBS）※水曜 20:00 - 21:00 → 水曜 19:00 - 20:00（1時間繰り上げ）[74]
- 11日
  - ニノさん（日本テレビ）※日曜 10:25 - 11:25 → 金曜 19:00 - 19:56（4分短縮、ゴールデン進出）[147][148][133]
  - 所さんの学校では教えてくれないそこんトコロ!（テレビ東京）※金曜 20:54 - 21:54 → 金曜 20:00 - 21:00（54分繰り上げ）[149]
- 19日 - ネタパレ（フジテレビ）※金曜 23:40 - 翌0:10 → 土曜 18:30 - 19:00（全国ネットから関東ローカル枠に降格）[150]

## 音楽番組

### 終了番組（音楽番組）
3月
- 28日 - 八代亜紀いい歌いい話（BS11）[151]
- 30日 - GINZA CASSETTE SONG（BS-TBS・BS-TBS 4K）[152]
- 27日 - うたなび!（TOKYO MX他）[153]

### 開始番組（音楽番組）
- 1月9日 - おげんさんのサブスク堂（NHK総合）※レギュラー化
- 4月1日 - うたなびMAX!!（TOKYO MX他）[154]
- 4月6日 - M:ZINE（5日深夜、テレビ朝日）[155]
- 4月11日 - ミュージックジェネレーション（フジテレビ）※レギュラー化[100]
- 4月13日 - with MUSIC（日本テレビ）[156][157]
- 5月1日（4月30日深夜） - 日向坂ミュージックパレード（日本テレビ）[158]
- 7月1日 - ゆかいなうた（BSフジ・BSフジ 4K）[159]
- 10月5日 - 晩酌放浪歌〜名曲と瓶ビールと〜（BSテレ東・BSテレ東 4K）[160]
- 11月12日（11日深夜） - INITIME MUSIC（日本テレビ）[161]

### タイトル変更（音楽番組）
- 4月4日 - 昭和歌謡ベストテンDX → MUSIC-X（BS-TBS・BS-TBS 4K）※改題・リニューアル[162]
- 4月7日 - 関ジャム 完全燃SHOW → EIGHT-JAM（テレビ朝日）※グループ名変更に伴うタイトル変更[163][164]
- 4月18日（17日深夜） - 読響プレミア → 読売日本交響楽団 粗品と絶品クラシック（日本テレビ）※月1回・改題・リニューアル[165][166][167]

### 放送枠変更（音楽番組）
- 4月1日 - CDTVライブ!ライブ!（TBS） ※月曜 20:00 - 20:57 → 月曜 19:00 - 21:00（1時間3分拡大）[168]
- 4月4日 - ベストヒットUSA（BS朝日・BS朝日 4K） ※土曜未明（金曜深夜） 0:00 - 0:30 → 木曜 23:30 - 翌0:00[169]

## 単発特別番組枠・その他

### 放送枠変更（単発特別番組枠・その他）
4月
- 7日 - 日曜ビッグバラエティ（テレビ東京）※日曜 18:30 - 20:30 → 日曜 18:30 - 20:50（20分拡大）
- 13日 - 土曜スペシャル（フジテレビ）※土曜 14:00 - 17:00 → 土曜 13:30 - 16:00（30分繰り上げ・縮小）

### 再開番組（単発特別番組枠・その他）
10月
- 1日 - カスペ（フジテレビ）[146]